# Blepharita canariensis
Blepharita canariensis är en fjärilsart som beskrevs av George Francis Hampson 1918. Blepharita canariensis ingår i släktet Blepharita och familjen nattflyn. Inga underarter finns listade i Catalogue of Life.